# WTA German Open 2002
Il WTA German Open 2002 è stato un torneo di tennis giocato sulla terra rossa. È stata la 90ª edizione del German Open, che fa parte della categoria Tier I nell'ambito del WTA Tour 2002. Si è giocato al Rot-Weiss Tennis Club di Berlino in Germania dal 6 al 12 maggio 2002.

## Campionesse

### Singolare
Justine Henin ha battuto in finale  Serena Williams con il punteggio di 6–2, 1–6, 7–6(5).

### Doppio
Elena Dement'eva /  Janette Husárová hanno battuto in finale  Daniela Hantuchová /  Arantxa Sánchez con il punteggio di 0–6, 7–6, 6–2.